# Matthias Lechner (Politiker)
Matthias Lechner (* 14. Mai 1951) ist ein deutscher Politiker der CDU. Er war von 1990 bis 1998 Oberbürgermeister von Görlitz.
Lechner arbeitete in der DDR als Ingenieur und galt als „praktizierender Katholik“. Im Zuge der friedlichen Revolution war er zunächst beim Neuen Forum aktiv. Anfang 1990 trat er der CDU bei. Im Zuge der Kommunalwahlen in der DDR 1990 wurde Lechner zum Oberbürgermeister der Stadt Görlitz gewählt. 1994 wurde er im zweiten Wahlgang mit 54,6 % im Amt bestätigt. Im Jahr 1998 wurde er mit 65 % von 50 068 abgegebenen Stimmen und bei einer Wahlbeteiligung von über 72 % abgewählt. Er war der erste direkt gewählte Oberbürgermeister einer deutschen Kommune dieser Größe, der von der Bevölkerung abgewählt wurde. Zu seinem Nachfolger wurde Rolf Karbaum gewählt.